# Fray Luis Beltrán
Fray Luis Beltrán – miasto w Argentynie w prowincji Santa Fe.
W 2010 roku miasto liczyło 15,1 tys. mieszkańców.